# Новосел
Новосе́л (болг. Новосел) — село в Шуменській області Болгарії. Входить до складу общини Шумен.

## Населення
За даними перепису населення 2011 року у селі проживали 517 осіб.
Національний склад населення села:
| Національність   | Кількість осіб | Відсоток |
| ---------------- | -------------- | -------- |
| турки            | 303            | 59,1%    |
| болгари          | 107            | 20,9%    |
| цигани           | 94             | 18,3%    |
| Всього відповіли | 513            |          |

Розподіл населення за віком у 2011 році:
Динаміка населення: